# Peter Iwanowitsch Tufiakin

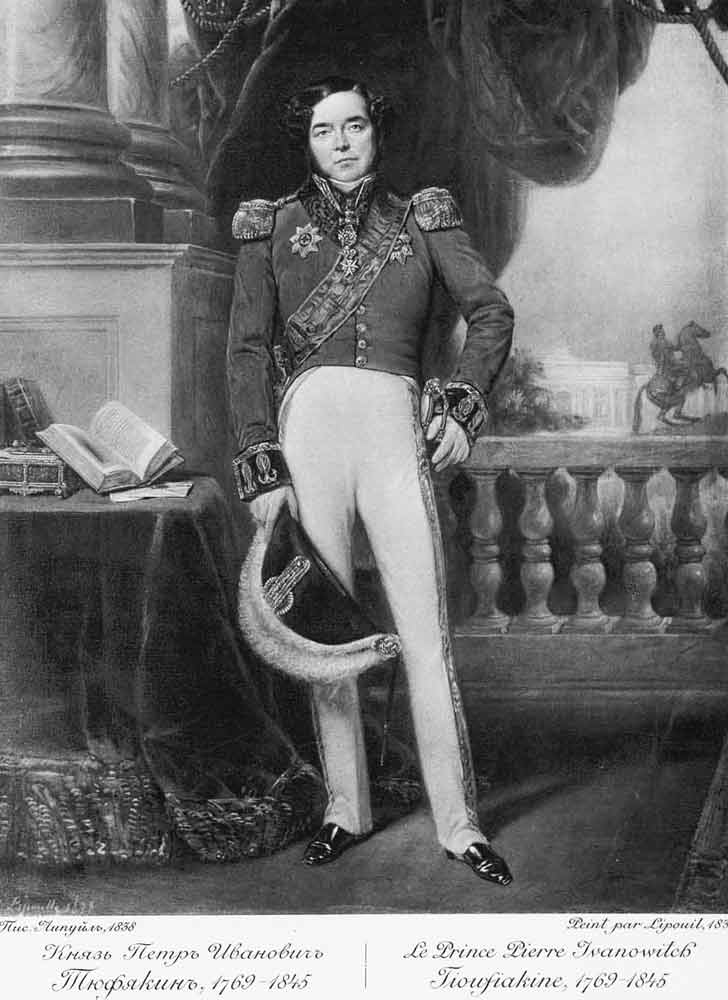
Fürst Peter Tufiakin, 1838

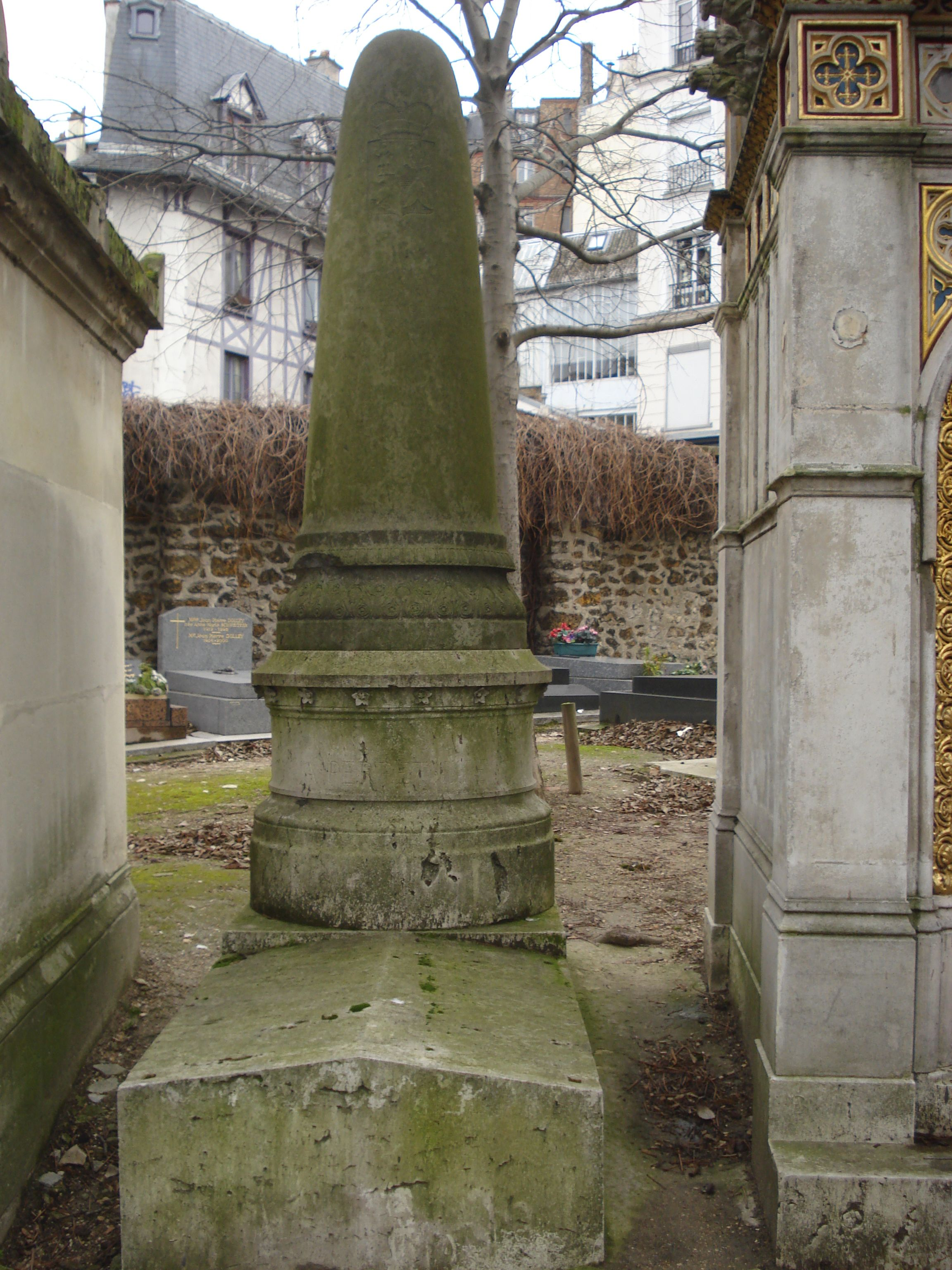
Grabstätte von Tufiakin auf dem Pariser Nordfriedhof

Fürst Peter Iwanowitsch Tufiakin (russisch князь Пётр Иванович Тюфякин; * 1769; † 20. Februar 1845 in Paris) war ein russischer Adliger.

## Leben
Tufiakin entstammt einem alten russischen Adelsgeschlecht, war Obersthofmeister der russischen Zarenfamilie und diente mehrere Jahre in der russischen Armee, aus der er 1795 entlassen wurde. 1801 heiratete er Jekaterina Osipowna Chorwat (1777–1802), die tragischerweise bereits am 6. März 1802 verstarb. Anschließend lebte er mehrere Jahre in Wien und war dort mit der Sängerin Louise Müller liiert, die am 20. November 1805 bei der Uraufführung von Beethovens Oper Fidelio die Marzelline verkörperte.
Im Frühjahr 1808 ging er mit Louise Müller nach München und anschließend für mehrere Jahre nach St. Petersburg. Dort war er 1812 bis 1819 Vizedirektor der Kaiserlichen Theater und 1819 bis 1821 deren Direktor.
1821 wurde er entlassen und übersiedelte nach Paris, wo er in unmittelbarer Nähe der Oper im Boulevard Montmartre Nr. 10 wohnte und zum Mittelpunkt des gesellschaftlichen Lebens gehörte. Er besaß eine wertvolle Gemäldesammlung und eine umfangreiche Bibliothek. Über seinen Tod vermerkte der englische Reisende Thomas Raikes am 1. März 1845 in seinem Tagebuch:

„Prince Tufiakin is also dead at Paris, a dandy of seventy-four. He was formerly Director of the theatres at St. Petersburg, but obtained permission of the Emperor to reside in Paris, on condition that he made over his estates to his relations, and merely retained the income for his life. He has passed in Paris more than twenty years of a frivolous existence; a great admirer of the Lorettes, by whom he was duped and laughed; and his last words were characteristique of his life: “Qu’est ce qu’on donne ce soir à l’opéra?”
(Auch Fürst Tufiakin ist in Paris gestorben, ein Lebemann von 74 Jahren. Er war früher Direktor der Theater in St. Petersburg, erhielt jedoch vom Zaren die Erlaubnis, sich in Paris niederzulassen. […] Er hat in Paris mehr als 20 Jahre eine frivoles Leben geführt, als großer Bewunderer der Loretten, von denen er hintergangen und ausgelacht wurde. Seine letzten Worte sind charakteristisch für sein Leben: Was gibt man heute Abend in der Oper?)“

Er starb ohne Nachkommen, so dass mit ihm das Fürstengeschlecht Tufiakin erlosch. Sein Grab befindet sich auf dem Pariser Nordfriedhof.